# 제1SS기갑군단
제1 SS기갑군단 라이프슈탄다르테(독일어: I. SS-Panzerkorps „Leibstandarte“)는 무장SS의 기갑군단 중 하나이다. 제2차 세계대전 당시 서부전선 및 동부전선에서 종군했다.

## 전투서열
1944년 6월 6일 (노르망디 전역)
- 제101SS중전차분견대
- 제1SS기갑사단 총통경호친위대 아돌프 히틀러
- 제12SS기갑사단 히틀러유겐트
- 제17SS기갑척탄병사단 괴츠 폰 베를리힝엔
- 기갑교도사단

1944년 12월 16일 (벌지 전투)
- 제101SS중전차분견대
- 제1SS기갑사단 총통경호친위대 아돌프 히틀러
- 제12SS기갑사단 히틀러유겐트
- 제3강하엽병사단
- 제12국민척탄병사단
- 제277보병사단

1945년 3월 6일 (경칩 작전)
- 제101SS중전차분견대
- 제1SS기갑사단 총통경호친위대 아돌프 히틀러
- 제12SS기갑사단 히틀러유겐트